# Landkreis Mittweida
Landkreis Mittweida is een voormalig Landkreis in de Duitse deelstaat Saksen. Het had een oppervlakte van 773,82 km² en een inwoneraantal van 127.960 (31 december 2007).

## Geschiedenis
Bij de herindeling van Saksen in 2008 is het  samen met de voormalige Landkreisen Döbeln en Freiberg opgegaan in het nieuwe Landkreis Mittelsachsen.

## Steden en gemeenten
De volgende steden en gemeenten lagen in de Landkreis (stand 31-12-2007):
| Steden | Gemeenten |
| --- | --- |
| 1. Burgstädt 2. Frankenberg/Sa. 3. Geringswalde 4. Hainichen 5. Lunzenau 6. Mittweida 7. Penig 8. Rochlitz | 1. Altmittweida 2. Claußnitz 3. Erlau 4. Hartmannsdorf 5. Königsfeld 6. Königshain-Wiederau 7. Kriebstein 8. Lichtenau (Saksen) 9. Mühlau 10. Rossau 11. Seelitz 12. Striegistal 13. Taura 14. Tiefenbach 15. Wechselburg 16. Zettlitz |

In het district lagen zich vier zogeheten Verwaltungsgemeinschaften. Deze kun je het beste vergelijken met Nederlandse kaderwetgebieden, hoewel de Duitse variant andere taken behartigt dan de Nederlandse variant. De Verwaltungsgemeinschaften zijn:
- Burgstädt (Burgstädt, Mühlau, Taura)
- Mittweida (Altmittweida, Mittweida)
- Rochlitz (Königsfeld, Rochlitz, Seelitz, Zettlitz)
- Striegistal (Striegistal, Tiefenbach)

## Geboren in Mittweida
- Andreas Klöden (22 juni 1975), Duits wielrenner